# Mababe
Mababe est une ville du Botswana.